# Fred Bauhaus
Alfred „Fred“ Bauhaus (* 1957 in Duisburg; † 4. August 2024 ebenda) war ein deutscher Kfz-Mechaniker, Autoverwerter und Reality-TV-Darsteller.

## Leben
Fred Bauhaus wuchs in Duisburg auf, das fortan sein Lebensmittelpunkt blieb. Nach seinem Schulabschluss absolvierte er eine Ausbildung zum Kfz-Mechaniker bei Mercedes. Mit 18 Jahren übernahm er Mitte der 1970er-Jahre den Schrottplatz seines verstorbenen Großvaters.
Den Zuschauern von RTL Zwei wurde Bauhaus vor allem durch seine Mitwirkung an der Sendung Grip – Das Motormagazin bekannt, in der er von 2016 bis 2024 in unregelmäßigen Abständen von einem Kamerateam bei seiner täglichen Arbeit begleitet wurde. 
Ab Februar 2021 betrieb Bauhaus auch einen eigenen YouTube-Kanal unter dem Titel Freds Revier. Dieser zeigt den Alltag auf seinem Schrottplatz. Neben ihm stand sein Schwiegersohn Ali Lahaf im Mittelpunkt des Kanals.
Alfred Bauhaus starb kurz nach Ausstrahlung der 73. Folge seiner YouTube-Sendung am 4. August 2024 im Alter von 66 Jahren. Er hatte vier Töchter und acht Enkelkinder.